# Mahmoud Mollaghasemi
Mahmoud Mollaghasemi Tabrizi (in persiano محمود ملاقاسمی تبریزی‎; Teheran, 5 aprile 1929) è un ex lottatore iraniano, specializzato nella lotta libera.

## Palmarès

### Olimpiadi
- Bronzo a Helsinki 1952 nei pesi mosca.

### Mondiali
- Argento a Helsinki 1951 nei pesi mosca.